# Lus-la-Croix-Haute
Lus-la-Croix-Haute este o comună în departamentul Drôme din sud-estul Franței. În 2009 avea o populație de 507 de locuitori.

## Evoluția populației
| An        | 1975 | 1982 | 1990 | 1999 | 2006 | 2009 |
| --------- | ---- | ---- | ---- | ---- | ---- | ---- |
| Populație | 479  | 412  | 428  | 437  | 476  | 507  |